# Enna moyobamba
Espèce
Enna moyobamba est une espèce d'araignées aranéomorphes de la famille des Trechaleidae.

## Distribution
Cette espèce est endémique de la région de San Martín au Pérou,.

## Étymologie
Son nom d'espèce lui a été donné en référence au lieu de sa découverte, la province de Moyobamba.

## Publication originale
- Silva, Víquez & Lise, 2012 : On the Neotropical spider genera Enna O. Pickard-Cambridge, 1897 and Syntrechalea F. O. Pickard-Cambridge, 1902 (Araneae, Lycosoidea, Trechaleidae): descriptions, taxonomic notes and new records. Zootaxa, no 3334, p. 55-62.